# Вселковский, Адам
Адам Вселковский (пол. Adam Wsiołkowski; род. 7 февраля 1949, Краков) — польский художник и график, педагог, профессор (1992), ректор Краковской академии искусств.

## Биография
Обучался на живописном факультете Краковской академии искусств в мастерской профессора Вацлава Таранчевского (1903-1987), которую окончил в 1973 с золотой медалью. Став стипендиатом фонда Ford & Rockefeller, в 1981-1982 совершенствовал своё мастерство в художественных институтах США.
После окончания учëбы приступил к педагогической деятельности: в Академии работал преподавателем, позже деканом живописного факультета (1996-2002), затем — проректором и впоследствии стал ректором академии.

## Творчество
Адам Вселковский получил признание как мастер геометрических структур с доминацией таинственного света. Оригинальная манера художника обозначена логикой и дисциплиной пространственной конструкции, ясностью и логикой её изложения.
Автор живописных циклов «Ловушка» (1972), «Явление» (1974), «Неизвестный город» (1979), «Присутствие» (1984).
В 1973 разработал и осуществил проект внешнего оформления ТЭЦ Дольна Одра.
Участник около 150 выставок в Польше и других странах мира. Провел более 50 персональных выставок, в том числе, Кракове, Варшаве, Познани, Вроцлаве, Берлине, Киеве, Праге, Париже, Нью-Йорке и др.
Обладатель более 20 различных наград в конкурсах живописи, рисунка и плаката, в том числе в 1991 - премии Министерства культуры и искусства Польши за значительные достижения в искусстве.